# Lijst van spelers van SC Veendam
Dit is een lijst van voetballers die minimaal één officiële wedstrijd hebben gespeeld in het eerste elftal van de Nederlandse voormalig profclub SC Veendam, BV Veendam of Veendam.

## A
- Michiel Achterhoek
- Michiel Adams
- Guilherme Afonso
- Mustafe Ahmed
- Tony Alberda
- René Alberts
- Bennie Alders
- Paul Amara
- Jelte Amsing
- Mitch Apau
- Branco Aras
- Tildo van der Ark
- Paulo Assorgia
- Lion Axwijk
- Shutlan Axwijk

## B
- Ab Baas
- Liam Barham
- Jan van den Berg
- Klaas van den Berg
- Harry van Beusekom
- Johan Beuvink
- Joël Bijlow
- Arjan Bisseling
- Kassim Bizimana
- Arjan Blaauw
- Jaap de Blaauw
- Jan Blijham
- Rob de Blois
- Jan Boelens
- Hans Boer
- Yko de Boer
- Age Hains Boersma
- Sietze Boiten
- Johan Bolhuis
- Jan Bont
- Sietse Boonstra
- Frans Boosman
- Arnold Bos
- Wout Bosman
- Dick Bosschieter
- Bert Bouma
- Jos Brink
- Rinus Brinkman
- Steve van den Broek Humphrey
- Klaas Broekema
- André Brouwer
- Harm Brouwer
- Jan Brouwer
- Willem Brouwer
- Piet van der Burg
- Marcel van Buuren
- Erwin Buurmeijer

## C
- Theo ten Caat
- Serhan Candan
- Angelo Cijntje
- Pong Clemencia
- Pavel Čmovš
- Piet Commandeur
- Kaye Coppoolse
- Henk Cornelis
- Rikkert La Crois
- Alair Cruz Vicente

## D
- John van Dalen
- Roy van Dalen
- Harm van Dalfzen
- Piet van Dam
- Piet Damhof
- Jouke Dantuma
- Egbert Darwinkel
- Luitje Dekker
- Johan Derksen
- Henk Dethmers
- Boy Deul
- Herman Dieterman
- Lubbe van Dijk
- Herman Dijkstra
- Barry Ditewig
- Jan Dob
- Geert Doddema
- Peter Doddema
- Luciano Dompig
- Elso Drent
- Harry Drent
- Martin Drent
- Thomas Drent
- Harm Drenth
- Evert Drommel
- René van der Duin
- Theun van der Duin

## E
- Arjan Ebbinge
- Henk Ebbinge
- Eltje Edens
- Mark van Eijk
- Kees Elling
- Menno van Elsas
- Jakob van Essen
- Agil Etemadi

## F
- Martijn van Faassen
- Haaije Feenstra
- Hanno Feiken
- Jan Feiken
- Lesly Fellinga
- Grads Fühler

## G
- Joop Gall
- Ep Geertsema
- Henk Georg
- Gill Göbel
- Steve Goble
- Patrick Goedhart
- Ferhat Görgülü
- Alexander Grijpma
- Otto Groenbroek

## H
- Harko Haan
- Henk de Haan
- Erwin Haandrikman
- Arjo van der Haar
- Meindert Halmingh
- Ronald Hamming
- Joey Hardarson
- Wim van der Heide
- Sjors Heit
- Ties Heldens
- Wilco Hellinga
- Jan Helmers
- Michiel Hemmen
- Raoul Henar
- Geert Hendriks
- Roy Hendriksen
- Tjeerd Henstra
- Arafath Heuvel
- Karel Hiddink
- Ale Hindriks
- Patrick Hobbelen
- Jan Hoekema
- Sape Hoekstra
- Jeroen Hoekzema
- Hendrik Hof
- Albert Hofman
- Robby Holder
- Thomas Holm
- Berry Hoogeveen
- Max Houttuin
- Harm Hovenkamp
- Petrit Hoxhaj
- Hugo Alves Velame
- Hendrikus Huisman
- Pieter Huistra
- Zweitse Huitema
- Harris Huizingh
- Henk Hulsen
- Folgert Hulshof
- Harry Hulshof
- Rien Hut
- Lars Hutten

## I
- Lucian Ilie

## J
- Hans Jager
- Harry Jager
- Piet Jager
- Ron Jans
- Anco Jansen
- Johnny Jansen
- Michael Jansen
- Roel Janssen
- Bennie de Jong
- Sietze de Jong
- Erich Jongeling
- Anton Jongsma

## K
- Hemmo Kerkhof
- Watse Ketel
- Theo Keukens
- Bryon Kiefer
- Michiel Klinkers
- Lucien Kloetstra
- Gersom Klok
- Alex Klompstra
- Eddie Klooster
- Elwin Kloosterman
- Pepijn Kluin
- Marc Klunder
- Keith Knight
- Marnix Kolder
- Jan Jaap Kooistra
- Sierk Kooistra
- Jurrie Koolhof
- Albert Koops
- Marco Koorman
- Tjeerd Korf
- Jan Korte
- Mattheus Korte
- Ewald Koster
- Johann Krol
- Mile Krstev
- Edwin de Kruyff
- Antoon Kuil
- Bé Kuiper
- Jan Kuiper
- Dick Kuiter
- Hüzeyin Kurt

## L
- Hans van der Laan
- Martijn van der Laan
- Jeroen Lambers
- Lars Lambooij
- Roelf van der Land
- Brian Launders
- Michael de Leeuw
- Eppo Lemain
- Karel Liklikwatil
- Patrick Lip
- Henk Lodenstein
- Fenno Löhr
- Henk Löhr
- Jan Löhr
- Jochem Lökken
- Niek Loohuis
- Jack van Loon
- Noes Louhenapessy
- Henry Louwdijk
- Marcel Louwes
- Jan Lubben
- Wim Lubberman
- Dick Lukkien

## M
- Armand MacAndrew
- Miloš Malenović
- Martinus Marquering
- Alex Marello
- Theo Martens
- Paul Matthijs
- Rob McDonald
- Tony McNulty
- Ben Meedendorp
- Ale van der Meer
- Erik van der Meer
- Bert Meertens
- Geert Meijer
- Henny Meijer
- Henry Meijerman
- Gerard Melessen
- Siebold Mellema
- Danny Menting
- Howard Mercer
- Francisco Metz
- Rudy Metz
- Henk Meuken
- Bart van der Meulen
- Roel van der Meulen
- Brian Meyninger
- Joop Molendijk
- Zoltán Mráz Petrics
- Anne Mulder
- Bob Mulder
- Mark Mulder
- Frans de Munck

## N
- Dick Nanninga
- Patricio do Nascimento
- Tonny Neppelenbroek
- Bram Neuteboom
- Robert Nieborg
- Evert-Jan Nienhuis
- Henk Nienhuis
- Leonard Nienhuis
- Boy Nijgh

## O
- Fred Oldenburger
- Lukas Oldenburger
- Hans Ooft
- Henk Oosterwold
- Berend Oosting
- Joseph Oosting
- Rolf Oostinga
- Johnatan Opoku
- Andrzej Ornoch
- Rikus Oswald
- Martin Oudman
- Tom Overtoom
- Serdar Öztürk

## P
- Jacob Paas
- Ronnie Pander
- Jetze Pascal
- Lee Payne
- Luis Pedro
- Loewi Piebes
- Liewe Piersma
- Alex Pijper
- Meint Pik
- József Piller
- Jan van der Ploeg
- Dick Ploeger
- Sjaak Polak
- Bob Pontjodikromo
- Jimmy Post
- Arjen Postma
- Jan Postma
- Meindert Postma
- Edwin Prins
- Lesmond Prinsen

## R
- Alex de Raad
- Arek Radomski
- Panagiotis Rampavilas
- Jan Redmeijer
- Martin Reijnders
- Jesse Renken
- Rainier Resokario
- Hiddo Reys
- Lody Roembiak
- Dan Romann
- Peter de Roo
- Marcel Roode
- Harm Roossien
- Jos Roossien
- Toine Rorije
- Ko Rosies
- Max Rosies
- Sander Rozema

## S
- Lucien Sahetapy
- Geadly Salomé
- Jordan Santiago
- Ruben Schaken
- Björn Schilder
- Jan Schipper
- Jan Harm Schippers
- Sidney Schmeltz
- Melchior Schoenmakers
- Willem Schokker
- Henk Schoonbeek
- Marcel Seip
- Henk Seubers
- Qays Shayesteh
- Hans Sigmond
- Dragan Sladakovic
- Flip Slik
- Rick Slor
- Elle Smit
- Bram Snijder
- Lammert Snijder
- Derk Snijders
- Klaas Snip
- Ernst Söllner
- Cees Spaans
- Bennie Specken
- Willem Spindelaar
- Ronald Steenge
- Leo Stemkens
- Wim Sterken
- Albert Stiekel
- Dominik Stikel
- Bert Stokkingreef
- David Suk
- Vašek Svoboda
- Aldo Swager
- Wim Swart

## T
- Roelf-Jan Tiktak
- René van Tilburg
- Theo Timmermans
- Ivan Tsvetkov
- André van Tuinen
- Johan Tukker
- Jurjen Twikkeler

## U
- Gerrit Uittenbosch
- Bert Uneken
- Peter Uneken
- Igor Utkovic

## V
- Michalis Vakalopoulos
- Remco van der Veen
- Jan Veenhof
- Renze Veenstra
- Henk Veldmate
- Mark Veldmate
- Rolf Veneboer
- Ronny Venema
- Ted Venema
- Richard Vennema
- John Verschoor
- Carlos Vijfschaft
- Jan Viswat
- Henk van der Vlag
- Peter van der Vlag
- Johan Vlietstra
- Bart Vonk
- Afinus de Vries
- Bart de Vries
- Danny de Vries
- Guus de Vries
- Hendrik de Vries
- Piet de Vries
- Emmerik De Vriese

## W
- Jelle Wagenaar
- Jan Walburg
- Kris Walburg
- Wim Walstra
- Zephnad Wattimury
- Warry van Wattum
- Geon Weering
- Paul Weerman
- Jos Weessies
- Albert van der Weide
- René van der Weide
- René Wessels
- Hans Westerhof
- Derk Jan Wever
- Willy Wever
- Bert Wiebing
- Arjan Wiegers
- Gerard Wiekens
- Jan Wielink
- Bert Wieringa
- Piet Wiersma
- Willi Wilbers
- Jurrie Wildeman
- Piet de Wit
- Henk Wollerich
- Rico Wolven
- Maarten Woudenberg

## Y
- Erdem Yeni

## Z
- Guus Zantinga
- Gerard Zeeman
- Marten Zijlstra
- Angelo Zimmerman
- Bert Zimmerman
- Simon Zoetebier
- Hannes Zondervan
- Harm Zuidema
- Bert Zuurman
- Willem Zwikker